# Йосип Мишич
Йосип Мишич (хорв. Josip Mišić, нар. 28 червня 1994, Вінковці) — хорватський футболіст, півзахисник клубу «Динамо» (Загреб).

## Клубна кар'єра
Народився 28 червня 1994 року в місті Вінковці. Вихованець хорватського футбольного клубу «Осієк». За першу команду дебютував 2012 року в матчі Ліги Європи УЄФА проти «Санта-Коломи» (3:1), замінивши Зорана Квржича, а 10 серпня він дебютував у хорватській Першій лізі, замінивши травмованого Домагоя Пушича на 14-й хвилині гостьового поєдинку проти клубу «Інтера» (Запрешич). На 82-й хвилині тієї ж гри Мишич забив свій перший гол на вищому рівні, збільшивши перевагу своєї команди в рахунку.
В грудні 2014 року, незважаючи на чутки про його можливий перехід в загребське «Динамо» Мишич підписав 4,5-річний контракт з «Рієкою», де грав до кінця сезону. Сезон 2015/16 він провів на правах оренди в клубі італійської Серії B «Спеція», лише зрідка з'являючись на полі в офіційних матчах. Влітку 2016 року він повернувся до Хорватії. Цього разу відіграв за команду з Рієки наступні півтора сезони своєї ігрової кар'єри. Більшість часу, проведеного у складі «Рієки», був основним гравцем команди і у сезоні 2016/17 виграв з командою золотий дубль.
В січні 2018 року перейшов у португальський «Спортінг» за 3 млн євро. 15 травня 2018 року Мишич та кілька його товаришів по команді, включаючи тренерів, отримали травми після нападу близько 50 фанатів «Спортінга» на тренувальну базу клубу після того, як команда посіла третє місце в чемпіонаті і не кваліфікувалась до Ліги чемпіонів УЄФА. Незважаючи на напад, хорват разом із рештою командою погодився грати у фінальному фіналі Кубку Португалії, який було заплановано на наступні вихідні і в кінцевому лісабонці програли його «Авешу» (1:2). Станом на 6 вересня 2018 року відіграв за лісабонський клуб 6 матчів в національному чемпіонаті.

## Виступи за збірні
2012 року дебютував у складі юнацької збірної Хорватії, взяв участь у 4 іграх на юнацькому рівні.
Протягом 2014—2016 років залучався до складу молодіжної збірної Хорватії. На молодіжному рівні зіграв у 6 офіційних матчах.
11 січня 2017 року дебютував в офіційних матчах у складі національної збірної Хорватії в товариській грі проти Чилі (1:1).

## Статистика виступів

### Статистика клубних виступів
| Сезон             | Команда           | Чемпіонат         | Чемпіонат | Чемпіонат | Національний кубок | Національний кубок | Національний кубок | Континентальні кубки | Континентальні кубки | Континентальні кубки | Інші змагання | Інші змагання | Інші змагання | Всього | Всього | Всього |
| Сезон             | Команда           | Ліга              | Ігор      | Голів     | Ліга               | Ігор               | Голів              | Ліга                 | Ігор                 | Голів                | Ліга          | Ігор          | Голів         | Ігор   | Голів  |        |
| ----------------- | ----------------- | ----------------- | --------- | --------- | ------------------ | ------------------ | ------------------ | -------------------- | -------------------- | -------------------- | ------------- | ------------- | ------------- | ------ | ------ | ------ |
| 2012–13           | «Осієк»           | 1Л                | 11        | 1         | КХ                 | 0                  | 0                  | ЛЄ                   | 3                    | 0                    | -             | -             | -             | 14     | 1      |        |
| 2013–14           | «Осієк»           | 1Л                | 28        | 1         | КХ                 | 5                  | 0                  | -                    | -                    | -                    | -             | -             | -             | 33     | 1      |        |
| 2014–15           | «Осієк»           | 1Л                | 16        | 1         | КХ                 | 1                  | 0                  | -                    | -                    | -                    | -             | -             | -             | 17     | 1      |        |
| Усього за «Осієк» | Усього за «Осієк» | Усього за «Осієк» | 55        | 3         |                    | 6                  | 0                  |                      | 3                    | 0                    |               |               |               | 64     | 3      |        |
| 2014–15           | «Рієка»           | 1Л                | 11        | 0         | КХ                 | 4                  | 0                  | ЛЄ                   | -                    | -                    | -             | -             | -             | 15     | 0      |        |
| 2015–16           | «Рієка»           | 1Л                | 1         | 0         | КХ                 | 0                  | 0                  | ЛЄ                   | 0                    | 0                    | -             | -             | -             | 1      | 0      |        |
| Усього за «Рієку» | Усього за «Рієку» | Усього за «Рієку» | 12        | 0         |                    | 4                  | 0                  |                      | 0                    | 0                    |               |               |               | 16     | 0      |        |
| 2015–16           | «Спеція»          | B (ІІ)            | 8         | 0         | КІ                 | 1                  | 0                  | -                    | -                    | -                    | -             | -             | -             | 9      | 0      |        |
| Усього за кар'єру | Усього за кар'єру | Усього за кар'єру | 68        | 3         |                    | 10                 | 0                  |                      | 0                    | 0                    |               |               |               | 81     | 3      |        |